# Georg Nowka
Georg Nowka est un skipper allemand né le 7 novembre 1910 et mort à une date inconnue.

## Biographie
Georg Nowka  participe aux Jeux olympiques d'été de 1952 à Helsinki, où il remporte avec Theodor Thomsen et Erich Natusch la médaille de bronze en classe Dragon. Dans la même classe, il termine dixième aux Jeux olympiques de 1956.